# Córrego da Traição
El Córrego da Traição (en español: Corriente de la Traición) es un curso de agua de la ciudad de São Paulo, Brasil. Desemboca en el río Pinheiros, cerca de la Usina Elevatória de Traição ("Planta de Elevación de Traición"). Actualmente se encuentra canalizado y sobre el mismo fue construida la Avenida dos Bandeirantes.
El único camino que conectaba el pueblo de Santo Amaro con la actual capital del Estado (São Paulo) cruzaba el curso de agua hoy denominado Córrego da Traição, en el cual se ubicaban bandidos que asaltaban a las caravanas de burros que por allí transitaban.
El Córrego da Traição fue bautizado de esa manera por un asesinato. Dos portugueses, amigos y socios de negocios, tuvieron discusiones que llevaron a que uno matara al otro en una emboscada cerca de la naciente del riacho, donde, en lo alto de la Avenida dos Bandeirantes, existía una panadería que adoptó el nombre de Rainha da Traição ("Reina de la Traición"), que después fue vendida.
- Datos: Q10263395